# ライム・ロック・パーク
ライム・ロック・パーク（Lime Rock Park）はアメリカ合衆国コネチカット州の北西部に位置する町のソールズベリーの村落であるレイクヴィルに存在する、自然の地形を生かして設計されたサーキット。このサーキットは、1975年に創立されたレーシングドライバー養成所のスキップ・バーバー・レーシング・スクールの元レーシングドライバーであるスキップ・バーバーが所有している。

## 歴史
1.5マイルに及ぶライム・ロック・パークのサーキットのトラックは、元々1956年に当時最先端の一般道路・高速道路の原理を用いてジム・ヴェイルがジョン・フィッチとコーネル航空研究所と共同で建設されたものだ。最初のレースは、1957年4月28日に開催されたG-ProductionクラスとMGクラスの2クラス混走レースであった。G-Productionクラスの優勝者はアルファロメオ・ジュリエッタに乗ったテッド・スプリッグで、MGクラスの優勝者はMG・TCに乗ったチャールズ（ "スキップ" ）・キャラナンである。1959年に、リトル・ル・マンのレースでフィアット・アバルトに乗ったチャールズ（ "スキップ" ）・キャラナンとロジャー・ペンスキーが優勝した。2008年には、サーキットは再舗装され、2つの新しい複合コーナーが付け加わった。
開場後間もなく地域のコミュニティからいくつか抵抗を受けたにもかかわらず、ライム・ロック・パークは熱心なファンを持っている。1959年に、ライムロック保全協会はサーキット近くのトリニティ聖公会教会からの支援を受けて、日曜日のレース開催を禁止する反対運動によりリッチフィールド上級裁判所に提訴された。裁判所は、日曜日のレースに対する恒久的差し止め命令を出し、その判決内容はコネチカット最高裁判所でも支持され確定した。限定的ながら、慎重な適用によって日曜日以外のレースに対する差し止め命令も可能となった。火曜日のテストとその他オペレーティングメリットに加え、金曜日と土曜日のマフラー無しのスポーツカーレースを行なうサーキットの権利は保護された。その差し止め命令は今日も有効である。
ライム・ロック・パークは、ボブ・シャープと一緒にニューマン・ハース・レーシングという自身のチームを立ち上げて支援したポール・ニューマン、マリオ・アンドレッティ、スターリング・モス、ダン・ガーニー、サム・ポージー、マーク・ダナヒューを含む多くの著名なレーシングドライバー達を呼び物として集客してきた。
ロレックス・スポーツカーシリーズやアメリカン・ル・マン・シリーズターン5（ "turn five" ）とウェスト・ベンド（ "West Bend" ）のシケインを含むレイアウトを用いていた。

## サーキット
幾年もトラックの長さは1.53マイルであると記載されていた。その話は建設直後からあり、何者かがシボレー車の走行距離計を使ってトラックの長さを測った1.53マイルの値が絶対の真理のように信じ込まれていた。2008年の再修理の際のリッチフィールド郡のアメリカ合衆国国家歴史登録財の一覧 (「関連項目」参照のこと) によると、人の手によって計測可能な四方全ての外形の計測で、それぞれ数百フィート加えたり削ったりした結果、ライム・ロックのトラックの長さは1.5マイルであることが分かった。従来の " クラシック " なレイアウトでは7つのカーブがあったが、追加されたレイアウトではそれぞれ8から10のカーブから構成されることとなった。

## ギャラリー

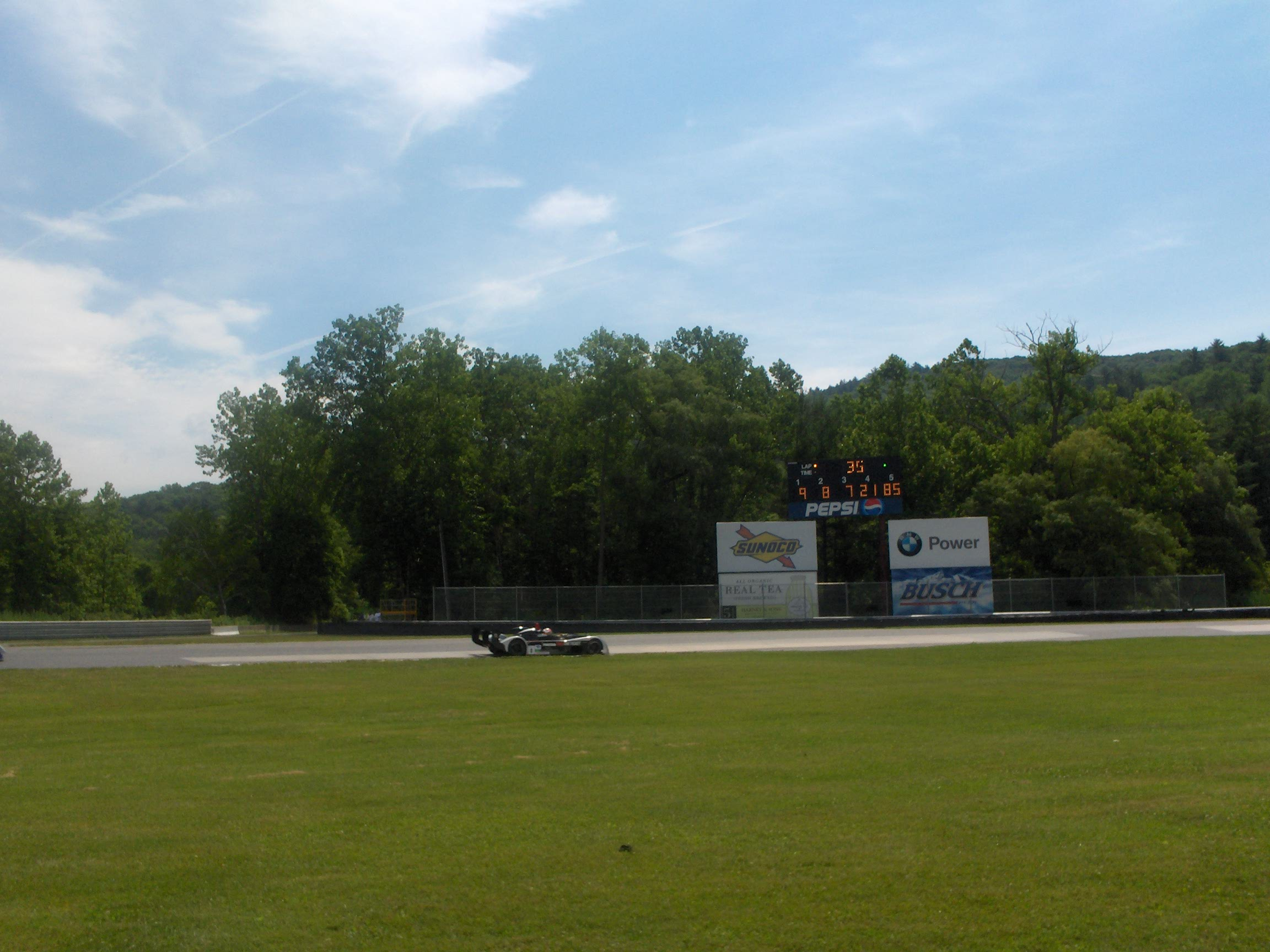
ライム・ロック・パーク
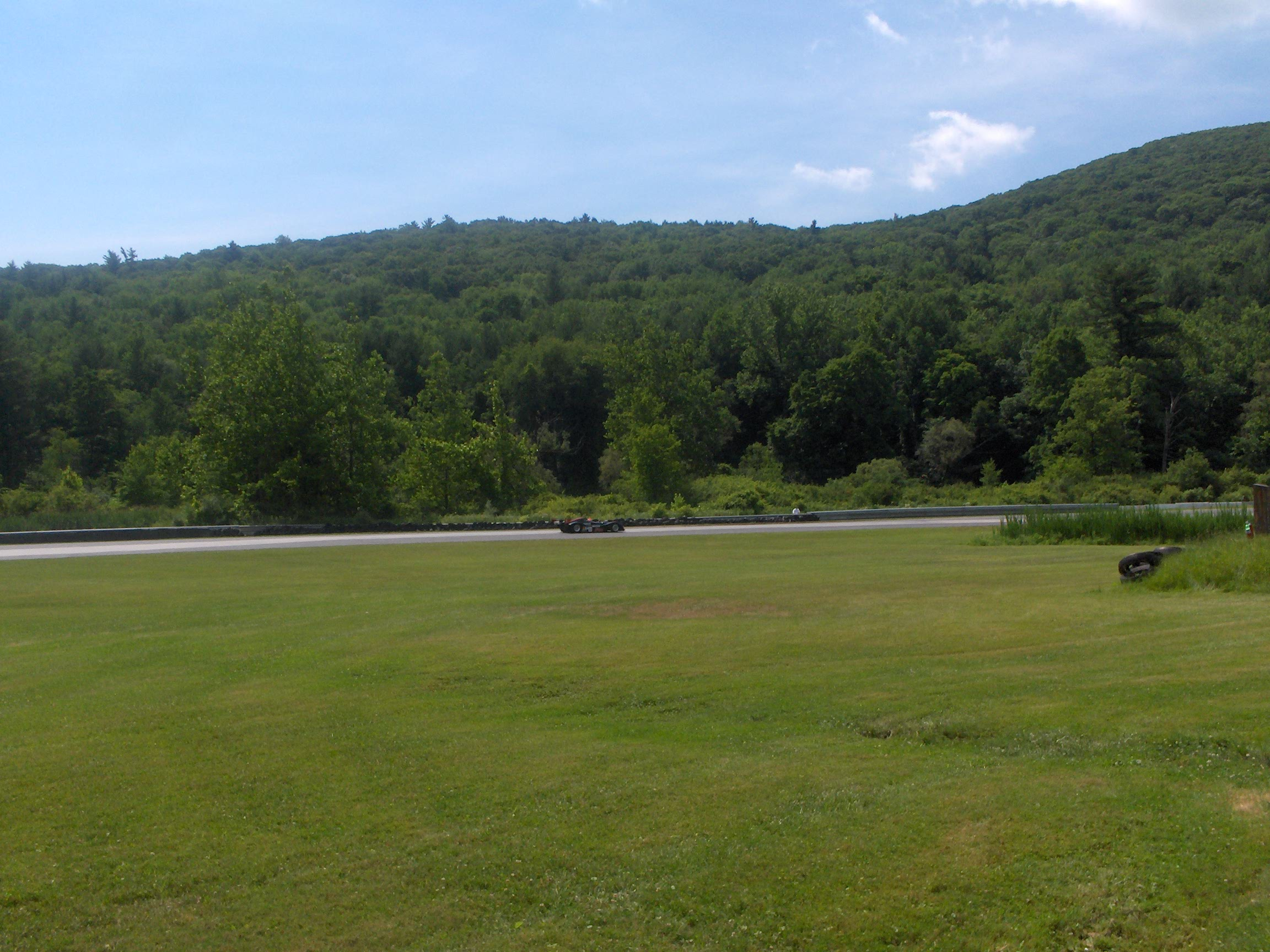
ライム・ロック・パーク
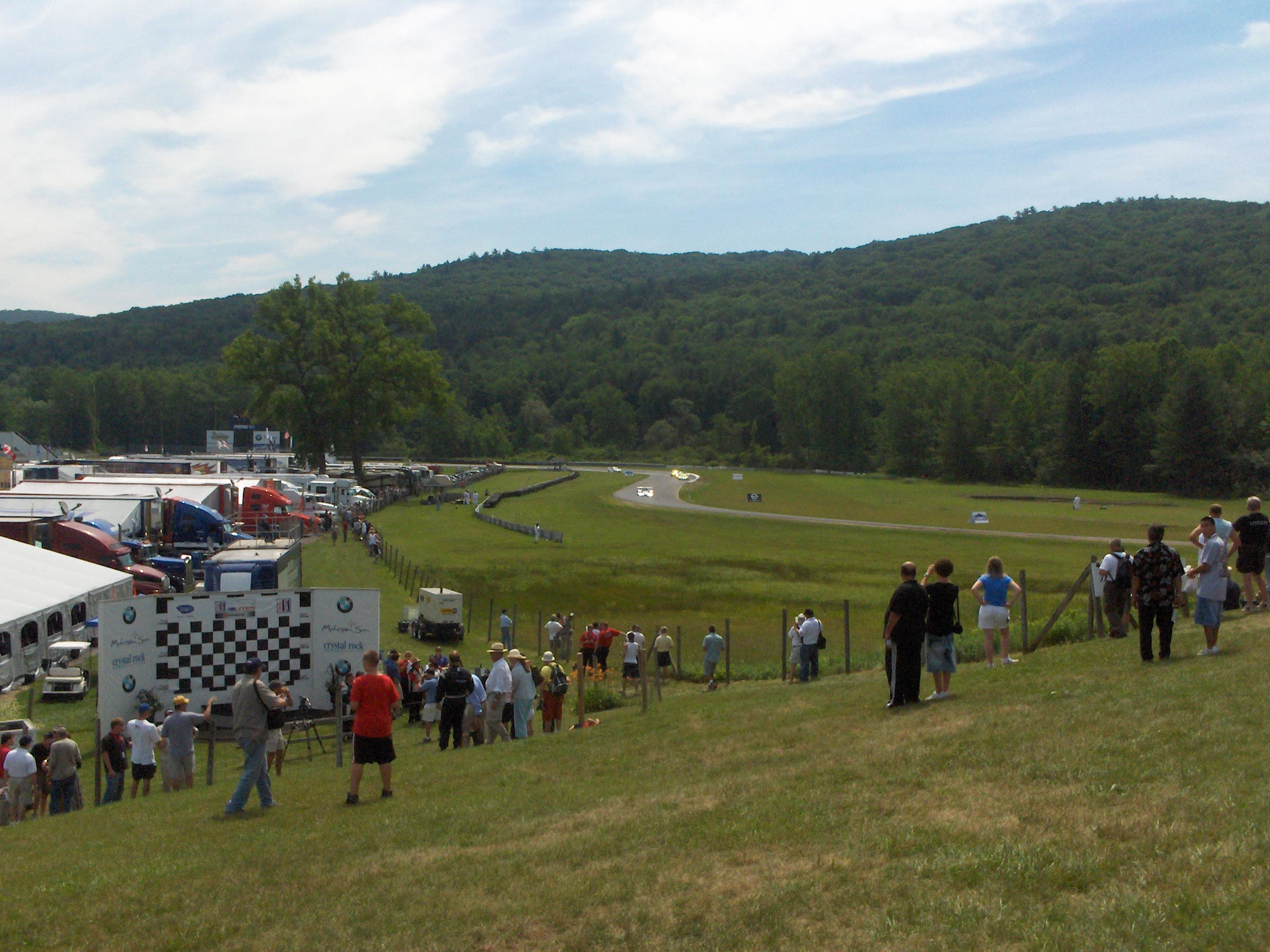
ライム・ロック・パーク